# 史蒂夫·艾騰
史蒂夫·艾騰（英語：Steve Alten，1959年8月21日—）是美國科幻小說作家。

## 生平
出生於費城他最出名的是他的梅格系列，一本關於巨大的史前鯊魚生存的小說。 艾騰持有賓夕法尼亞州立大學學士學位，從美國特拉華大學得到運動醫學碩士並在天普大學獲得體育行政在的博士學位。艾騰是少年閱讀計畫─認養作家的發起人和主持人，現正在全國中學推廣讀書計畫。